# Чак Джонс
Чарльз Мартін «Чак» Джонс (21 вересня 1912 , Спокан, Вашингтон  — 22 лютого 2002 , Корона-дель-Марd, Каліфорнія ) — американський художник-аніматор і режисер, найбільш відомий по серії мультфільмів «Looney Tunes». За свою кар'єру створив більш ніж 300 мультфільмів.

## Біографія

### Ранні роки
Джонс народився в 1912 році в Спокен (Вашингтон). Виріс у Лос-Анджелесі. З ранніх років він проявляв здібності до малювання, які постійно удосконалював. Закінчив художній інститут Шуїнар, Джонс почав свою кар'єру в анімаційній індустрії. Дуже часто працював у студіях Аба Айверкса.

### Warner Bros
У 1933 році Джонс став помічником художника-аніматора у незалежній студії «Leon Schlesinger Productions», що займалась випуском анімаційних фільмів із серій «Looney Tunes» і «Merrie Melodies» для «Warner Bros». Його режисерський дебют відбувся у 1938 році, коли Джонс зняв анімаційний фільм «The Night Wathman», головним персонажем якого був син сторожа, що захищав кухню від наступу мишей.
Значно іншим у стилі став його мультфільм 1942 року «The Dover Boys», сам Джонс говорив, що в ньому він намагався бути смішним. Ця анімаційна стрічка стала однією з перших в американському кінематографі, використовуючи прийом обмежена мультиплікація. Джонс звів кількість малюнків до мінімуму, тим самим відходячи від більш реалістичних стандартів, створених студією «Walt Disney Pictures». У цей же період він вигадав кількох своїх власних анімаційних персонажів, таких як: Три ведмеді, Чарлі Дог, а також Г'юбі й Берті.
З початком Другої світової війни, Джонс почав працювати разом з Теодором Гейзером (більш відомим як Доктор С'юз) над серією освітніх і пропагандиських мультфільмів для солдат «Private snafu». Також він виступив режисером анімаційної короткометражного фільму «Hell-Bent for Election», яка була знята за підтримки президентської компанії Франкліна Рузвельта.
Помітний кров вперед Джонс зробив у кінці 1940-х років. Хоча мультфільми серії «Looney Tunes» і «Merrie Melodies», над якими він працював, уже мали своїх зірок, таких як: Багз Банні й Даффі Дак. Джонс зміг створити власних унікальних персонажів-скунса Пепе ле П'ю, Дорожнього бігуна, Вайлі Койота, Марвіна Марсіаніна та інших. У 1950 році два його мультфільми «For Scentimental Reasons» і «So Much for So Little» були номіновані на премію «Оскар».
Джонс продовжував працювати в «Warner Bros» і в 1950-і, за виключенням 1953-го року, коли студія була зачинена. У цей період він працював у «Walt Disney Pictures» та брав участь у створенні повнометражного анімаційного фільму «Спляча красуня» (1959). Великим успіхом користувалися його анімаційні роботи «Duck Amuck» (1953), «Дак Доджерс» (1953) та «One Froggy Evening» (1955). Головним героєм останньої, жабенятко Мічиган Ждей Фрог, з 1995 по 2005 рік є талісманом каналу «The WB Television Network».
На початку 1960-х років Джонс написав сценарій для мультфільму «Мурлика», роботу над яким проводила анімаційна студія «United Productions of America». «Warner Bros» узяла це за порушення договору та розірвала контракт із аніматором.
Чак Джонс помер 22 лютого 2002 року в Каліфорнії від серцевої недостатності.